# Little Nemo: The Dream Master
Little Nemo: The Dream Master är ett TV-spel till NES från 1990, baserat på den animerade filmen "Little Nemo: Adventures in Slumberland", i sin tur baserad på den tecknade serien "Little Nemo in Slumberland".
Spelet kretsar kring en liten pojke som är på äventyr i sina egna drömmar. Platsen han kommer till kallas "Slumberland" och spelet går ut på att färdas till "Nightmare Land" och rädda Morpheus, kungen av Slumberland, som blivit tillfångatagen av den onde "Nightmare King".
På varje bana finns ett visst antal nycklar som behövs för att kunna klara en bana och gå vidare till nästa. Nemo träffar med jämna mellanrum på olika djur som han kan mata med godis för att sedan kunna använda och styra. Exempel på djur vars förmågor Nemo kan ta hjälp av är grodor, ödlor, mullvadar och gorillor.